# Super Star Wars: The Empire Strikes Back
Super Star Wars: The Empire Strikes Back, a volte chiamato Super Empire Strikes Back, è uno sparatutto a scorrimento del 1993 per la console Super Nintendo Entertainment System. È il secondo gioco della serie iniziata con Super Star Wars, dedicata alla trilogia di Guerre stellari ed è basato sul film del 1980 L'Impero colpisce ancora. È il remake di Star Wars: The Empire Strikes Back per NES. Uscì in Giappone per la Victor Interactive Software come Super Star Wars: Teikoku no Gyakushuu. L'originale titolo per Super Nintendo è uscito nei negozi nel 1993. Il gioco è stato seguito da Super Star Wars: Return of the Jedi basato sul film Il ritorno dello Jedi. Super Star Wars: The Empire Strikes Back è stato ripubblicato su Virtual Console in Nord America il 24 agosto 2009 e nelle regioni PAL il 2 ottobre 2009, accanto agli altri giochi della serie Super Star Wars.

## Modalità di gioco
Super Star Wars: The Empire Strikes Back segue in maniera fedele il capitolo precedente, con multipli personaggi selezionabili e livelli di guida in Mode 7 quasi 3D. Il sistema di controllo è molto simile a quello del primo gioco, ma è stato aggiunto un salto doppio. Luke Skywalker, Ian Solo, e Chewbecca ritornano come personaggi giocabili.
A differenza del gioco originale, ogni personaggio ha un'arma secondaria ed una primaria. In uno dei livelli ambientati sul pianeta Dagobah, Luke Skywalker acquisisce anche il potere della Forza che potrà utilizzare nei livelli seguenti. Luke può ora deviare i colpi con la sua spada laser. Ian Solo può lanciare granate e Chewbecca ha un attacco rotante. Dart Fener è il boss finale del gioco.